# Denis Ten

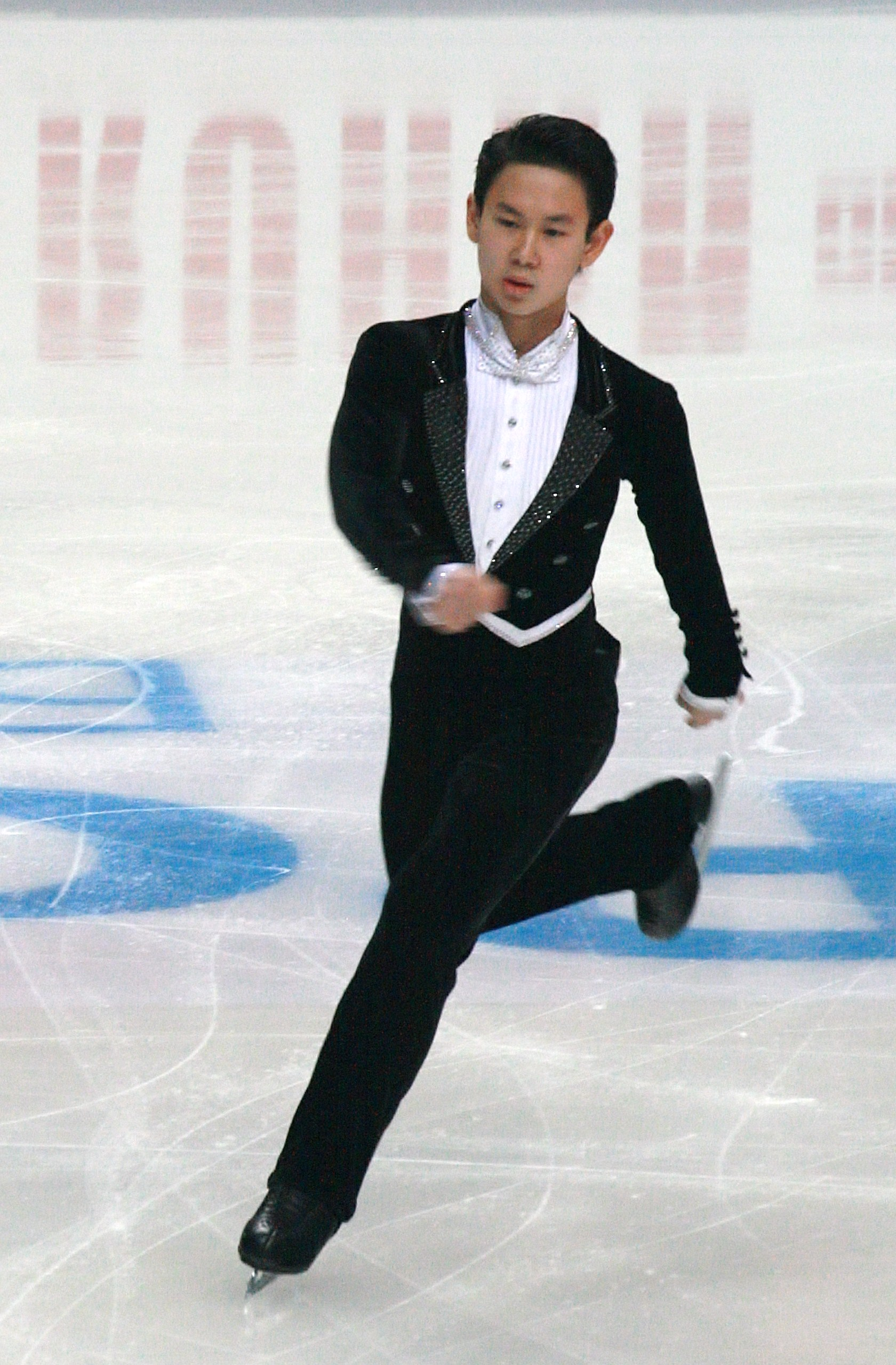
Denis Ten år 2012.

Denis Yurievich Ten (Денис Юрийұлы Тен, Денис Юрьевич Тен), född 13 juni 1993 i Almaty, död där 19 juli 2018, var en kazakstansk konståkare. Han blev bland annat OS-bronsmedaljör (2014), tvåfaldig VM-medaljör (silver år 2013, brons år 2015) och femfaldig kazakstansk mästare.
Ten blev den första konståkaren från Kazakstan att uppnå pallplacering vid världsmästerskap, olympiska spelen, asiatiska vinterspelen, och Four Continents Championships. Vid säsongens 2008–2009 Grand Prix-evenemang för juniorer blev han den första åkare från Kazakstan att vinna en tävling organiserad av internationella konståkningsförbundet (International Skating Union). Till hans bedrifter hör även att kvalificera två platser för sitt land tack vare sin placering i männens konståkningstävling vid OS 2010 och 2014.
Ten var den officiella ambassadören för den olympiska ansökningskommittén "Almaty 2022". År 2013 började han med sin egen isshow med titeln Denis Ten and Friends. Sommaren 2014 tillkännagav han ett samarbete med management-företaget All That Sports som grundades av Yuna Kim.
I juli 2018 dödades Ten, då 25 år gammal, i Almaty av två rånare som försökte stjäla hans sidospeglar.